# Wankor
Das Erdöl- und Erdgasfeld Wankor (russisch Ванкорское нефтегазовое месторождение) wurde 1988 im Bezirk Turuchansk der Region Krasnojarsk in Sibirien (Russland) entdeckt. Die Vorräte werden auf etwa 520 Millionen Tonnen Erdöl und etwa 95 Milliarden Kubikmeter Gas geschätzt. Am 21. August 2009 wurde das Feld offiziell in Betrieb genommen. Wankor gehört heute mehrheitlich dem staatlichen russischen Ölkonzern Rosneft, der von 2005 bis 2009 umgerechnet 6,5 Milliarden US-Dollar in die Erschließung der Lagerstätte investierte.

## Geographie
Wankor liegt im Nordteil des Westsibirischen Tieflands rund 130 km westnordwestlich der am Jenissei gelegenen Stadt Igarka. Vorbei fließt der linksseitige Jenissei-Zufluss Große Cheta mit dortiger Mündung der Lodotschnaja. Es herrscht die Tundra vor.

## Geschichte
Wankor wurde 1988 vom russischen Ölkonzern OAO Jenisseineftegas entdeckt. Im Zuge der Auflösung der Sowjetunion erhielt das Joint-Venture Jenisseineft, das mehrheitlich von der Anglo Siberian Oil Company gehalten wurde, die Lizenz zur Erkundung und Erschließung des Vorkommens.
Im April 2003 erwarb Rosneft Oil Company im Zuge eines öffentlichen Angebots an der Londoner Börse die Mehrheit an der Anglo Siberian Oil Company und konnte überdies die gehaltenen Lizenzen von Jenisseineft übernehmen. 2004 begann Rosneft mit den ersten Probebohrungen zur Erkundung der Lagerstätte.
Im August 2009 wurden die Förderanlagen durch Wladimir Putin offiziell eingeweiht. Am 28. Dezember 2009 verließ der erste Frachter mit Erdöl aus Wankor den Hafen von Kosmino am Ende der Ostsibirien-Pazifik-Pipeline.
Am 9. November 2014 verkaufte Wankorneft 10 % seiner Anteile an die China National Petroleum Corporation.
Im August 2014 erreichte die Tagesförderung des Feldes bereits 442.000 Barrel.
Ende April 2015 gab der Betreiber bekannt, dass seit Beginn der Förderung im August 2009 bereits 100 Millionen Tonnen Erdöl gefördert wurden. Derzeit liegt die Tagesförderung etwas über 60.000 Tonnen, dies entspricht der Fördermenge vom August 2014. Die Förderung im Feld selbst stagniert seither, daher wurden neben weiterer Exploration die Förderrechte von drei kleineren, naheliegenden Ölfeldern an Wankorneft übergeben.
Die Susunskoje-, Tagulskoje- und Lodotschnoje-Ölfelder werden inzwischen als Bestandteil des „Wankor Clusters“ betrachtet. Die Reserven des Tagulskojefeldes stiegen durch fortwährende Exploration um 16,8 Millionen Tonnen Erdöl sowie 14 Milliarden Kubikmeter Erdgas an.

## Infrastruktur
Die Infrastruktur im Wankor-Feld und den zum Feld gezählten Lagerstätten wurde auch nach dem Förderbeginn 2009 weiter ausgebaut. Es wird an 41 Stellen aus 395 Bohrlöchern gefördert. Es existiert ein Zwischenlager mit einer Kapazität von 25 Millionen Tonnen.
In der „UPSV-South“-Einrichtung wird das Erdöl vom Wasser gereinigt, die jährliche Kapazität beträgt 15 Millionen Tonnen. Eine identische, englisch UPSV-North genannte Einrichtung befindet sich noch im Bau. Innerhalb des Feldes wurde ein über 400 Kilometer langes Pipelinenetz errichtet, dazu etwa 120 Kilometer an Straßen sowie über 1400 Kilometer Stromleitungen. Mit einer 556 Kilometer langen Pipeline wird das Erdöl in das russische Pipelinenetz eingespeist.